# Verdrag grensoverschrijdende luchtverontreiniging over lange afstand
Het Verdrag betreffende grensoverschrijdende luchtverontreiniging over lange afstand, vaak afgekort als (C)LRTAP, heeft ten doel het menselijk leefmilieu te beschermen tegen luchtverontreiniging, en deze geleidelijk te verminderen en te voorkomen. De uitvoering ervan is toevertrouwd aan het Europees monitoring- en evaluatieprogramma (EMEP), opgezet in het kader van de Europese economische commissie van de Verenigde Naties (UNECE).
Het verdrag is op 13 november 1979 voor ondertekening opengesteld en op 16 maart 1983 in werking getreden. Het was in mei 2022 door 53 partijen waaronder de Europese Unie goedgekeurd, waarvan 32 formeel ondertekenden, en 26 ratificeerden.

## Protocols
Sinds 1979 is het Verdrag uitgebreid met acht protocollen waarin specifieke maatregelen zijn vastgesteld die de Partijen moeten nemen om hun emissies van luchtverontreinigende stoffen terug te dringen: 
- Protocol betreffende de langlopende financiering van het programma voor samenwerking inzake de bewaking en evaluatie van het transport van luchtverontreinigende stoffen over lange afstand in Europa (EMEP) (1984)
- Protocol van Helsinki betreffende de vermindering van zwavelemissies (1985)
- Protocol betreffende stikstofoxiden (1988)
- Protocol inzake vluchtige organische stoffen (1991)
- Oslo-protocol inzake verdere vermindering van zwavelemissies (1994)
- Protocol inzake zware metalen (1998)
- Protocol van Aarhus inzake persistente organische verontreinigende stoffen (1998)
- Protocol van Göteborg inzake vermindering van verzuring, eutrofiëring en ozon op leefniveau (1999)